# 장미셸 앙리
장미셸 앙리(프랑스어: Jean-Michel Henry, 1963년 12월 14일~)는 프랑스의 펜싱 선수로 주 종목은 에페이다. 1988년 하계 올림픽에서 획득한 남자 에페 단체전에서 금메달을 포함하여 올림픽에서 금메달 1개, 은메달 1개, 동메달 2개를 획득했다.